# Corades dymantis
Corades dymantis är en fjärilsart som beskrevs av Otto Thieme 1906. Corades dymantis ingår i släktet Corades och familjen praktfjärilar. Inga underarter finns listade i Catalogue of Life.